# Anaprof 1999-00
La ANAPROF 1999-00 fue la temporada del torneo de la Asociación Nacional Pro Fútbol, donde se coronó campeón el Tauro Fútbol Club.

## Equipos participantes de la ANAPROF 1999-00
| Equipos                  |
| ------------------------ |
| Atlético Municipal Colón |
| Atlético Nacional        |
| AFC Euro Kickers         |
| Chiriqui FC              |
| CD Árabe Unido           |
| CD Plaza Amador          |
| Panamá Viejo FC          |
| San Francisco FC         |
| Sporting 89              |
| Tauro FC                 |

## Estadísticas generales
- Campeón: Tauro FC.
- Subcampeón: CD Plaza Amador.
- Campeón Goleador:  René Mendieta/ Tauro FC, 15 goles.
- Jugador Más Valioso:   Ricardo Phillipps/ Panamá Viejo FC.

| ANAPROF 1999-00:    |
| ------------------- |
| Tauro FC 5.º Título |